# 9377 Metz
9377 Metz è un asteroide della fascia principale. Scoperto nel 1993, presenta un'orbita caratterizzata da un semiasse maggiore pari a 3,0117157 UA e da un'eccentricità di 0,0473974, inclinata di 2,18467° rispetto all'eclittica.